# Сітник
Сітник, або Ситники (пол. Sitnik) — село в Польщі, у гміні Біла Підляська Більського повіту Люблінського воєводства. Населення — 384 особи (2011).

## Історія
За даними етнографічної експедиції 1869—1870 років під керівництвом Павла Чубинського, у селі переважно проживали греко-католики, які розмовляли українською мовою.
У 1917—1918 роках у селах Ситники і Луковиця діяла українська школа, заснована 15 вересня 1917 року, у якій навчалося 40 учнів, учитель — В. Вислоух.
У 1975—1998 роках село належало до Білопідляського воєводства.

## Населення
Демографічна структура станом на 31 березня 2011 року:
|          | Загалом | Допрацездатний вік | Працездатний вік | Постпрацездатний вік |
| -------- | ------- | ------------------ | ---------------- | -------------------- |
| Чоловіки | 189     | 34                 | 130              | 25                   |
| Жінки    | 195     | 51                 | 96               | 48                   |
| Разом    | 384     | 85                 | 226              | 73                   |